# Habitatge al carrer dels Polls, 22 (Caldes de Malavella)
L'edifici situat al Carrer dels Polls, 22 és una casa entre mitgeres ubicada al nucli urbà del municipi de Caldes de Malavella (Selva). Forma part de l'Inventari del Patrimoni Arquitectònic de Catalunya.

## Descripció
De façana asimètrica, i amb una estructura de planta baixa, pis i golfes. La teulada de l'edifici és a una vessant, orientada a la façana posterior, que presenta dos nivells, marcant la zona de les golfes (més alta). La porta principal (costat esquerre) és d'arc de mig punt adovellat. Al costat hi ha la porta per on antigament entraven els carruatges, en arc escarser. Al costat d'aquesta porta, una petita obertura apaïsada (segurament el respirall de la cort). Al pis, un balcó central amb llosana i llinda de pedra, dues finestres laterals amb ampit motllurat i llinda monolítica. A les golfes, al costat dret, obertures en tres arcs de mig punt de maó arrebossat (és una galeria on s'hi ubicarien els antics assecadors), i al costat esquerre, dues finestres amb ampit motllurat.